# Комсомольське сільське поселення (Троїцько-Печорський район)
Комсомо́льське сільське поселення (рос. Комсомольское сельское поселение) — муніципальне утворення у складі Троїцько-Печорського району Республіки Комі, Росія. Адміністративний центр — селище Комсомольськ-на-Печорі.

## Населення
Населення — 806 осіб (2017, 1004 у 2010, 1103 у 2002, 1718 у 1989).

## Склад
До складу поселення входять такі населені пункти:
| Населений пункт                | Населення, осіб (1989) | Населення, осіб (2002) | Населення, осіб (2010) |
| ------------------------------ | ---------------------- | ---------------------- | ---------------------- |
| Бердиш, присілок               | 14                     | 13                     | 8                      |
| Комсомольськ-на-Печорі, селище | 1539                   | 984                    | 933                    |
| Світлий Родник, присілок       | 11                     | 4                      | 3                      |
| Усть-Унья, село                | 154                    | 102                    | 60                     |